# لیشپه‌سنت‌آدوریان
لیشپه‌سنت‌آدوریان (به مجاری:  Lispeszentadorján) یک شهرداری در مجارستان است که در زالا واقع شده‌است. لیشپه‌سنت‌آدوریان ۹٫۱۴ کیلومتر مربع مساحت و ۳۳۴ نفر جمعیت دارد.